# Xenyllogastrura reducta
Xenyllogastrura reducta är en urinsektsart som beskrevs av Fjellberg 1992. Xenyllogastrura reducta ingår i släktet Xenyllogastrura och familjen Hypogastruridae. Inga underarter finns listade i Catalogue of Life.